# Bernard Rosselli
Bernard Rosselli est un acteur français.

## Biographie
Acteur pour le cinéma et la télévision, Bernard Rosselli est également le réalisateur de deux courts métrages, Les jeux sont faits ! (1998) et Dossier Caroline Karsen (2005).

## Filmographie partielle

### Cinéma
- 1984 : Brigade des mœurs de Max Pécas
- 1986 : La Vie dissolue de Gérard Floque de Georges Lautner
- 1988 : Il y a maldonne de John Berry : Besson
- 1989 : L'Invité surprise de Georges Lautner : Henry
- 1990 : Le Dénommé de Jean-Claude Dague : Macadam
- 1992 : Room service de Georges Lautner : le délégué syndical
- 1994 : Priez pour nous de Jean-Pierre Vergne : le garçon de café
- 1997 : La Cible de Pierre Courrège : Richard
- 2001 : Absolument fabuleux de Gabriel Aghion : Stan
- 2008 : La Fille de Monaco d'Anne Fontaine : Roberto
- 2008 : L'Ennemi public n°1 de Jean-François Richet
- 2011 : RIF de Franck Mancuso

### Télévision
- 1988 : Le Funiculaire des anges, de Roger Gillioz : Dan
- 1988 : Un cœur de marbre de Stéphane Kurc
- 1989-2000 : Commissaire Moulin : Buveur d'eau n°1 (Les buveurs d'eau), Johnny (Les Zombies), Sutter (Silence radio) et Capra (Serial Killer)
- 2001 : L'Instit : La main dans la main (épisode 38)
- 2001-2006 : Commissaire Moulin : Commandant Léon Guermeur
- 2004 : Père et Maire - Retour de flammes : Xavier Tulard